# 조윤희
조윤희(1982년 10월 13일~)는 대한민국의 배우이다.

## 생애
충청북도 청주시에서 태어나 5세 때 서울로 이사를 갔으며, 이후 분당으로 또 다시 이주를 했다. 수내고등학교 1학년이던 1998년 길거리 캐스팅 이후 패션 전문지 모델을 거쳐 가수 이수영의 ‘I Believe’, ‘차라리’, ‘라라라’ 등 9편 이상의 뮤직비디오에 출연하면서 연예계에 이름을 알렸다.
2017년 5월에 배우 이동건과 결혼하였으나, 성격 차이로 2020년 5월 27일에 이혼했다. 양육권은 조윤희가 갖기로 했으며 현재까지 2017년 12월 14일에 출산한 딸 이로아를 슬하에 두고 있다.

## 학력
- 이매중학교(졸업)
- 분당수내고등학교(졸업)
- 동덕여자대학교 방송연예학과 (졸업)

## 연기/출연 및 진행 활동

### 드라마 (KBS)
| 연도 | 방송사 | 제목                                       | 역할            | 비고     |
| ---- | ------ | ------------------------------------------ | --------------- | -------- |
| 2004 | KBS2   | 월화드라마 《백설공주》                    | 스기하라 미나꼬 | 16부작   |
| 2007 | KBS2   | 단막극 《KBS 드라마시티 - GOD》            | 홍서연          | 단막극   |
| 2008 | KBS2   | 단막극 《KBS 드라마시티 - 사랑팔아 닷.컴》 | 지연우          | 단막극   |
| 2009 | KBS2   | 《2009 전설의 고향 - 죽도의 한》           | 미향            | 10부작   |
| 2009 | KBS2   | 주말 특별기획 드라마 《열혈 장사꾼》       | 민다해          | 20부작   |
| 2012 | KBS2   | 주말연속극 《넝쿨째 굴러온 당신》          | 방이숙          | 58부작   |
| 2014 | KBS2   | 수목드라마 《왕의 얼굴》                   | 김가희          | 23부작   |
| 2015 | KBS2   | 금토드라마 《프로듀사》                    | 신혜주          | 특별출연 |
| 2017 | KBS2   | 주말드라마 《월계수 양복점 신사들》        | 나연실          | 54부작   |
| 2019 | KBS2   | 주말드라마 《사랑은 뷰티풀 인생은 원더풀》 | 김설아          | 100부작  |
| 2020 | KBS2   | 주말드라마 《사랑은 뷰티풀 인생은 원더풀》 | 김설아          | 100부작  |

### 드라마/시트콤 (타방송사/웹드라마)
| 연도 | 방송사     | 제목                                      | 역할          | 비고            |
| ---- | ---------- | ----------------------------------------- | ------------- | --------------- |
| 2002 | SBS        | 《오렌지》                                | 조윤희        | 72부작          |
| 2003 | MBC        | 《러브레터》                              | 정유리        | 16부작          |
| 2004 | MBC        | 《MBC 베스트극장 - 나비》                 | 지원          | 단막극          |
| 2006 | MBC        | 《사랑은 아무도 못말려》                  | 강희수        | 124부작         |
| 2008 | MBC        | 《스포트라이트》                          | 채명은        | 16부작          |
| 2010 | SBS        | 《그대, 웃어요》                          | 맞선녀        | 특별출연        |
| 2010 | MBC        | 《황금물고기》                            | 한지민        | 133부작         |
| 2011 | SBS        | 《내게 거짓말을 해봐》                    | 오윤주        | 16부작          |
| 2013 | 타웹사이트 | 《러브 인 메모리》                        | 현주          | 웹 드라마(보기) |
| 2013 | tvN        | 《나인: 아홉 번의 시간여행》              | 주민영/박민영 | 20부작          |
| 2013 | MBC        | 《스캔들: 매우 충격적이고 부도덕한 사건》 | 우아미        | 36부작          |
| 2016 | tvN        | 월화드라마 《피리부는 사나이》            | 여명하        | 16부작          |
| 2023 | SBS        | 《7인의 탈출》                            | 고명지        | 17부작          |
| 2024 | SBS        | 《7인의 부활》                            | 고명지        | 16부작          |
| 2025 | tvN        | 월화드라마 《금주를 부탁해》              | 한현주        | 12부작          |

### 영화
| 연도 | 제목                | 역할   | 비고               |
| ---- | ------------------- | ------ | ------------------ |
| 2003 | 《최후의 만찬》     | 이재림 |                    |
| 2004 | 《태극기 휘날리며》 | 이유진 |                    |
| 2008 | 《동거, 동락》      | 노유진 |                    |
| 2009 | 《4교시 추리영역》  | 홍주희 | 특별출연           |
| 2012 | 《인류멸망보고서》  | 지은   | seg. 천상의 피조물 |
| 2012 | 《공모자들》        | 유리   |                    |
| 2014 | 《기술자들》        | 오은하 |                    |
| 2015 | 《조선마술사》      | 보음   |                    |
| 2016 | 《럭키》            | 강리나 |                    |
| 2024 | 《늘봄가든》        | 소희   |                    |

### 예능·교양 출연
| 연도 | 방송사    | 제목                               | 역할      | 비고                                                                         |
| ---- | --------- | ---------------------------------- | --------- | ---------------------------------------------------------------------------- |
| 2002 | MBC       | 《강호동의 천생연분》              | 출연      |                                                                              |
| 2003 | KBS2      | 《산장미팅 장미의 전쟁》           | 출연      |                                                                              |
| 2004 | MBC       | 《질풍노도 라이벌》                | 출연      | 5회 ~ 8회                                                                    |
| 2011 | QTV       | 《I'm Real 조윤희》                | 본인      |                                                                              |
| 2013 | MBC       | 《2012 코이카의 꿈》               | 본인      | 팔레스타인 편                                                                |
| 2013 | MBC QueeN | 《드레스업 비버리힐스 조윤희》     | 진행자    |                                                                              |
| 2016 | On Style  | 《더 바디쇼 3 : 마이 보디가드》    | 진행자    | 이동욱, 박나래, 조세호와 공동 진행                                           |
| 2018 | KBS2      | 《슈퍼맨이 돌아왔다》              | 내레이션  | 이수지와 공동 진행                                                           |
| 2018 | KBS2      | 《해피투게더》                     | 고정 MC   | 유재석, 전현무, 조세호와 공동 진행                                           |
| 2019 | KBS2      | 《해피투게더》                     | 고정 MC   | 유재석, 전현무, 조세호와 공동 진행                                           |
| 2020 | SBS       | 《어쩌다 마주친 그 개》            | 출연      | 이연복, 티파니 영, 허경환, 이호철, 이규호, 윤박, 스테파니 미초바와 공동 출연 |
| 2021 | JTBC      | 《용감한 솔로 육아 - 내가 키운다》 | 출연      | 김구라, 채림, 김현숙, 김나영과 공동 출연                                     |
| 2024 | TV CHOSUN | 《이제 혼자다》                    | 출연      | 전노민, 최동석, 이윤진과 공동 출연                                           |
| 2025 | 채널A     | 《개와 늑대의 시간》               | 스페셜 MC |                                                                              |

### 라디오
| 연도      | 방송사   | 제목                       | 역할   | 비고 |
| --------- | -------- | -------------------------- | ------ | ---- |
| 2016~2017 | KBS 쿨FM | 《조윤희의 볼륨을 높여요》 | 진행자 | 종료 |

### 뮤직 비디오
| 연도 | 가수    | 제목                                   |
| ---- | ------- | -------------------------------------- |
| 1999 | 이수영  | I Believe                              |
| 2000 | 이지훈  | 천애                                   |
| 2000 | 이지훈  | 인형 (Duet With 신혜성)                |
| 2001 | 이수영  | 그녀에게 감사해요                      |
| 2001 | 이수영  | 차라리                                 |
| 2002 | 이수영  | 라라라                                 |
| 2002 | 이수영  | 빚                                     |
| 2003 | 이수영  | 굿바이                                 |
| 2003 | 이수영  | 덩그러니                               |
| 2003 | 이수영  | 여전히 입술을 깨물죠                   |
| 2003 | 이승철  | Have Yourself A Merry Little Christmas |
| 2004 | 이수영  | 광화문 연가                            |
| 2006 | 포맨    | 고백                                   |
| 2013 | 에릭 남 | 오래전 안녕                            |

### 광고
- 오리온 - 투유 초콜릿 (Y2K 마츠오 코지, 맹세창과 함께 출연)
- 빙그레 - 바나나맛 우유
- 삼성전자 - 매직스테이션 (유승준과 동반 출연)
- 존슨앤드존슨 - 클린앤클리어 (김효진과 동반 출연)
- LG유플러스 - 카이 스타4U
- 동서식품 - 캔맥스웰하우스 (송승헌과 동반 출연)
- 예신퍼슨스 - 마루 (성시경과 동반 출연)
- 한국마스타푸드 - 도브 초콜릿 (김민준과 동반 출연)
- 케이티프리텔 - KTF NA
- 동아오츠카 - 그린타임 (김동윤과 동반 출연)
- 니베아 - 바디 SOS 케어 리페어 로션
- 오리온 - 예감 (이희준과 동반 출연)
- 오뚜기 - 옛날 사골곰탕 (이희준과 동반 출연)
- 동서식품 - 카누 (공유와 동반 출연)
- 아놀드파마 - 2013년: 최진혁과 동반 출연, 2014년: 유연석과 동반 출연
- 롯데칠성음료 - 네이처티
- 무학 - 좋은데이
- 쉐보레 코리아 - 말리부 (이동건과 동반 출연)

## 기타 경력
- 2009년 2022년 월드컵 유치위원회 홍보대사
- 2011년 한국청소년육성회 홍보대사
- 2013년 제5회 DMZ국제다큐멘터리영화제 홍보대사
- 2014년 제2회 순천만세계동물영화제 홍보대사

## 수상 및 후보
| 연도 | 시상식                         | 부문                           | 작품                                      | 결과 |
| ---- | ------------------------------ | ------------------------------ | ----------------------------------------- | ---- |
| 2010 | MBC 연기대상                   | 여자 신인연기상                | 《황금물고기》                            | 수상 |
| 2012 | 제5회 스타일 아이콘 어워즈     | 뉴 아이콘상                    | 《넝쿨째 굴러온 당신》                    | 수상 |
| 2012 | KBS 연기대상                   | 여자 조연상                    | 《넝쿨째 굴러온 당신》                    | 수상 |
| 2012 | KBS 연기대상                   | 베스트 커플상 (with 이희준)    | 《넝쿨째 굴러온 당신》                    | 수상 |
| 2013 | 제6회 코리아 드라마 어워즈     | 여자 최우수연기상              | 《나인: 아홉 번의 시간여행》              | 수상 |
| 2013 | 제6회 코리아 드라마 어워즈     | 베스트 커플상 (with 이진욱)    | 《나인: 아홉 번의 시간여행》              | 후보 |
| 2013 | MBC 연기대상                   | 특별기획부문 여자 우수연기상   | 《스캔들: 매우 충격적이고 부도덕한 사건》 | 후보 |
| 2014 | KBS 연기대상                   | 중편드라마부문 여자 우수연기상 | 《왕의 얼굴》                             | 후보 |
| 2016 | KBS 연기대상                   | 여자 최우수연기상              | 《월계수 양복점 신사들》                  | 후보 |
| 2016 | KBS 연기대상                   | 장편드라마부문 여자 우수연기상 | 《월계수 양복점 신사들》                  | 수상 |
| 2016 | KBS 연기대상                   | 여자 네티즌상                  | 《월계수 양복점 신사들》                  | 후보 |
| 2016 | KBS 연기대상                   | 베스트 커플상 (with 이동건)    | 《월계수 양복점 신사들》                  | 후보 |
| 2019 | KBS 연기대상                   | 네티즌상 - 여자부문            | 《사랑은 뷰티풀 인생은 원더풀》           | 후보 |
| 2019 | KBS 연기대상                   | 베스트 커플상 (with 윤박)      | 《사랑은 뷰티풀 인생은 원더풀》           | 후보 |
| 2019 | KBS 연기대상                   | 장편드라마부문 여자 우수연기상 | 《사랑은 뷰티풀 인생은 원더풀》           | 후보 |
| 2021 | 제7회 아시아태평양 스타 어워즈 | 연속극부문 여자 최우수연기상   | 《사랑은 뷰티풀 인생은 원더풀》           | 후보 |

## 가족 관계
- 부모님, 언니
- 딸: 이로아 (2017년 12월 14일~)